# 平石颯
平石 颯（ひらいし はやて、2002年2月9日 - ）は、ジャパンラグビーリーグワン横浜キヤノンイーグルスに所属するラグビー選手。

## プロフィール
- 神奈川県川崎市出身[1]。
- ポジションはフッカー(HO)。
- 身長 179 cm、体重 100 kg

## 略歴
2011年、横浜ラグビースクールでラグビーを始める。2015年、全国小学生タグラグビー選手権大会で優勝。2020年、桐蔭学園高校卒業後、筑波大学に入る。なお桐蔭学園高校時代、高校日本代表候補に選ばれたことがある。
2024年、アーリーエントリーで横浜キヤノンイーグルスに加入。